# Лі Ґобан
Лі Ґобан, Лі Гобан (кит.: 李国邦 Lǐ Guó-bāng, * (1951) — китайський дипломат, Надзвичайний і Повноважний Посол.

## Біографія
Народився у 1951 році.
З 1975 по 1976 — працівник Департаменту СРСР і соціалістичних країн Східної Європи МЗС Китаю;
З 1976 по 1980 — працівник Посольства Китаю в Югославії;
З 1980 по 1984 — третій секретар Департаменту СРСР і соціалістичних країн Східної Європи МЗС Китаю;
З 1984 по 1987 — другий секретар Посольства Китаю в Югославії;
З 1987 по 1991 — завідувач відділу, перший секретар Департаменту СРСР і соціалістичних країн Східної Європи МЗС
Китаю;
З 1991 по 1992 — перший секретар Посольства Китаю в Югославії;
З 1991 по 1993 — перший секретар Посольства Китаю в Республіці Словенія;
З 1993 по 1995 — перший секретар Департаменту з питань країн Східної Європи і Центральної Азії МЗС Китаю;
З 1995 по 1997 — радник, заступник начальника Департаменту з питань країн Східної Європи і Центральної Азії МЗС Китаю;
З 1997 по 2000 — Надзвичайний і Повноважний Посол Китайської Народної Республіки в Хорватія;
З листопада 2000 по вересень 2003 — Надзвичайний і Повноважний Посол Китайської Народної Республіки в Україні.
У 2003—2006 — Надзвичайний і Повноважний Посол Китайської Народної Республіки в Сербії та Чорногорії.
У 2006—2008 — Надзвичайний і Повноважний Посол Китайської Народної Республіки в Сербії.
У 2009—2012 — Надзвичайний і Повноважний Посол Китайської Народної Республіки на Кіпрі.

## Нагороди
- Орден «За заслуги» II ступеня (29 вересня 2003 року, Україна) — за вагомий особистий внесок у розвиток двосторонніх відносин між Україною та Китайської Народною Республікою[2].